# Жевонкур
Жевонку́р (фр. Jevoncourt) — коммуна во французском департаменте Мёрт и Мозель, региона Лотарингия. Относится к кантону Аруэ.

## География
Жевонкур расположен на северо-востоке Франции в 32 км на юг от Нанси на реке Мадон. Соседние коммуны: Ксирокур на севере, Водиньи на северо-востоке, Бральвиль на юго-востоке, Маренвиль-сюр-Мадон на юге,  Диарвиль на юго-западе, Сен-Фирмен на западе.

## Демография
Население коммуны на 2010 год составляло 80 человек.
| 1962 | 1968 | 1975 | 1982 | 1990 | 1999 | 2010 |
| ---- | ---- | ---- | ---- | ---- | ---- | ---- |
| 74   | 76   | 72   | 67   | 59   | 64   | 80   |